# Falschbeurkundung im Amt
Die Falschbeurkundung im Amt ist ein strafbewehrter Tatbestand nach dem deutschen Strafrecht. Er ist in § 348 StGB geregelt. Systematisch liegt er im Bereich der Amts- und der Urkundsdelikte. Die Vorschrift schützt den Rechtsverkehr vor inhaltlich unwahren öffentlichen Urkunden; zugleich wird die Funktionsfähigkeit der Beurkundungsorgane geschützt.
Voraussetzung der Strafbarkeit ist wie bei der mittelbaren Falschbeurkundung nach § 271 StGB, dass sich die Beweiskraft der Urkunde auch auf die unwahre Tatsache bezieht.
Da § 348 StGB ein echtes Amtsdelikt ist, also ein Delikt, bei welchem der Täter Amtsträger i. S. d. § 11 Nr. 2 StGB sein muss, müssen Mittäter oder mittelbare Täter auch diese Sondereigenschaft aufweisen. Sofern nur eine Anstiftung oder Beihilfe vorliegt, ist die Strafe der Teilnehmer nach § 28 I, § 49 I StGB zu mildern. Voraussetzung für eine Teilnahme ist jedoch eine vorsätzliche und rechtswidrige Haupttat des Amtsträgers. Eine Falschbeurkundung im Amt stellt für den Täter zugleich eine Dienstpflichtverletzung dar, die auch disziplinarische Konsequenzen hat.
Sofern der Amtsträger unvorsätzlich handelt, ist er nicht Täter einer Falschbeurkundung im Amt. Der Hintermann ist dann auch nicht mittelbarer Täter nach § 348 StGB, kann sich aber nach § 271 StGB wegen mittelbarer Falschbeurkundung strafbar machen.
Die Falschbeurkundung im Amt ist ein typisches Begleitdelikt bei Korruption in der öffentlichen Verwaltung.